# Cocoon
Cocoon es una película estadounidense de 1985 dirigida por Ron Howard, acerca de un grupo de ancianos que recobran las energías de la juventud cuando accidentalmente se vinculan con extraterrestres. La película alcanzó un enorme éxito de taquilla y su reparto, formado mayormente por actores veteranos de Hollywood, está liderado por Don Ameche, Wilford Brimley, Hume Cronyn, Brian Dennehy, Jack Gilford, Maureen Stapleton, Jessica Tandy, Gwen Verdon, Steve Guttenberg y Tahnee Welch.
La película, basada en una novela de David Saperstein, ganó dos premios de la Academia. La secuela de 1988 Cocoon: el regreso está interpretada de nuevo por casi todo el reparto original.

## Sinopsis
Hace unos 10.000 años, extraterrestres pacíficos del planeta Antarea establecieron un puesto de avanzada en la Tierra en la Atlántida. Cuando Atlantis se hundió, veinte alienígenas quedaron atrás, mantenidos vivos en grandes capullos rocosos en el fondo del océano. Un grupo de antareanos ha regresado para recogerlos. Disfrazándose de humanos, alquilan una casa con piscina y cargan el agua con "fuerza vital" para dar a los antareanos envueltos energía para sobrevivir el viaje a casa. Alquilan un bote de un capitán local llamado Jack, quien les ayuda a recuperar los capullos. Jack espía a Kitty, una hermosa mujer del equipo que alquiló su barco, mientras ella se desnuda en su camarote, y descubre que es una extraterrestre. Después de que los alienígenas se revelan a él y le explican lo que está pasando, decide ayudarlos.
Al lado de la casa que alquilan los antareanos hay una casa de retiro. Tres de sus residentes, Ben, Arthur y Joe, a menudo invaden para nadar en la piscina. Absorben parte de la fuerza vital, haciéndolos sentir más jóvenes y más fuertes. Eventualmente atrapados en el acto, se les da permiso para usar la piscina por el líder antareano, Walter, con la condición de que no toquen los capullos ni se lo cuenten a nadie más. Rejuvenecidos con energía juvenil, los tres hombres dejan que las ventajas de la piscina se apoderen de ellos mientras se alivian de sus dolencias.
Kitty y Jack se acercan y deciden hacer el amor en la piscina. Como no puede hacerlo de la manera humana, ella le presenta el equivalente antareano, en el que comparte su energía de fuerza vital con él. 
Los otros residentes de la casa de retiro sospechan después de presenciar a la esposa de Ben, Mary, trepar a un árbol. Su amigo Bernie revela el secreto de la piscina a los otros residentes, que corren a la piscina para nadar en sus aguas. Cuando Walter los encuentra dañando uno de los capullos, los expulsa de la propiedad. Los antereanos abren el capullo dañado, y la criatura dentro comparte sus últimos momentos con Walter. Esa noche, Bernie descubre que su esposa Rose ha dejado de respirar y lleva su cuerpo a la piscina para curarla, solo para ser informado por Walter de que la piscina ya no funciona debido a que los otros residentes drenan la fuerza vital en la prisa por hacerse jóvenes.
Walter explica que los capullos no pueden sobrevivir al viaje de regreso a Antarea, pero podrán sobrevivir en la Tierra. Con la ayuda de Jack, Ben, Arthur y Joe, los Antareans devuelven los capullos al mar. Los antareanos ofrecen llevar a los residentes de la casa de retiro con ellos a Antarea, donde nunca envejecerán y nunca morirán. La mayoría de ellos aceptan la oferta, pero Bernie decide permanecer en la Tierra.
Al irse, Ben le dice a su nieto David que él y Mary se van para siempre. Cuando los residentes se van, la madre de David, Susan, se entera de su destino y conduce a la casa de retiro, donde encuentran la mayoría de las habitaciones vacías y se ponen en contacto con las autoridades locales.
Mientras la policía busca a los residentes, David se da cuenta de que el bote de Jack, con los Antareans y los residentes jubilados a bordo, arranca y salta a un lado mientras se aleja. El barco es perseguido por la Guardia Costera, por lo que con poco tiempo restante, David se despide de Ben y Mary antes de saltar al agua. Los barcos de la Guardia Costera se detienen para recogerlo, dando a los demás la oportunidad de escapar. Una espesa niebla aparece y deja varados a los barcos restantes de la Guardia Costera, y cancelan la persecución.
Cuando aparece el barco antareano, Walter le paga a Jack por sus servicios y el barco. Jack abraza a Kitty por última vez y comparten un beso. Luego se despide de todos antes de saltar a una balsa inflable mientras el bote se eleva hacia el barco antareano. Jack observa cómo el barco desaparece dentro del barco y se va.
De vuelta en la tierra, se celebra un funeral por los residentes desaparecidos. Durante el sermón, David mira hacia el cielo y sonríe.

## Reparto
| Actor             | Personaje         |
| ----------------- | ----------------- |
| Don Ameche        | Arthur Selwyn     |
| Wilford Brimley   | Benjamin Luckett  |
| Hume Cronyn       | Joseph Finley     |
| Brian Dennehy     | Walter            |
| Jack Gilford      | Bernard Lefkowitz |
| Steve Guttenberg  | Jack Bonner       |
| Maureen Stapleton | Marilyn Luckett   |
| Jessica Tandy     | Alma Finley       |
| Gwen Verdon       | Bess McCarthy     |
| Herta Ware        | Rosie Lefkowitz   |
| Tahnee Welch      | Kitty             |

## Estrenos internacionales
| País                                                                          | Fecha de estreno                  |
| ----------------------------------------------------------------------------- | --------------------------------- |
| Alemania                                                                      | Jueves 24 de octubre de 1985      |
| Argentina                                                                     | Jueves 12 de diciembre de 1985    |
| Australia                                                                     | Jueves 22 de agosto de 1985       |
| Austria                                                                       | Viernes 25 de octubre de 1985     |
| Bélgica                                                                       | Miércoles 18 de diciembre de 1985 |
| Belice · Costa Rica · El Salvador · Guatemala · Honduras · Nicaragua · Panamá | Miércoles 23 de octubre de 1985   |
| Bolivia                                                                       | Miércoles 1 de enero de 1986      |
| Brasil                                                                        | Jueves 10 de octubre de 1985      |
| Chile                                                                         | Viernes 18 de octubre de 1985     |
| Chipre                                                                        | Jueves 23 de enero de 1986        |
| Colombia                                                                      | Miércoles 25 de diciembre de 1985 |
| Dinamarca                                                                     | Jueves 26 de diciembre de 1985    |
| Egipto                                                                        | Lunes 20 de enero de 1986         |
| España                                                                        | Viernes 11 de octubre de 1985     |
| Estados Unidos · Canadá                                                       | Viernes 21 de junio de 1985       |
| Filipinas                                                                     | Miércoles 14 de agosto de 1985    |
| Finlandia                                                                     | Viernes 1 de noviembre de 1985    |
| Francia                                                                       | Miércoles 13 de noviembre de 1985 |

| País                | Fecha de estreno                  |
| ------------------- | --------------------------------- |
| Grecia              | Jueves 23 de enero de 1986        |
| Hong Kong           | Jueves 27 de marzo de 1986        |
| India               | Viernes 11 de julio de 1986       |
| Israel              | Viernes 27 de septiembre de 1985  |
| Italia              | Viernes 18 de octubre de 1985     |
| Jamaica             | Miércoles 7 de mayo de 1986       |
| Japón               | Sábado 14 de diciembre de 1985    |
| Malasia             | Jueves 16 de enero de 1986        |
| México              | Viernes 20 de diciembre de 1985   |
| Noruega             | Jueves 3 de octubre de 1985       |
| Nueva Zelanda       | Viernes 24 de enero de 1986       |
| Países Bajos        | Jueves 3 de octubre de 1985       |
| Perú                | Jueves 17 de abril de 1986        |
| Portugal            | Viernes 20 de diciembre de 1985   |
| Puerto Rico         | Jueves 7 de noviembre de 1985     |
| Reino Unido Irlanda | Viernes 13 de septiembre de 1985  |
| Singapur            | Jueves 12 de diciembre de 1985    |
| Sudáfrica           | Viernes 22 de noviembre de 1985   |
| Suecia              | Viernes 13 de diciembre de 1985   |
| Suiza               | Viernes 25 de octubre de 1985     |
| Tailandia           | Sábado 15 de marzo de 1986        |
| Taiwán              | Sábado 21 de diciembre de 1985    |
| Uruguay             | Miércoles 25 de diciembre de 1985 |
| Venezuela           | Miércoles 13 de noviembre de 1985 |

## Premios Óscar
| Año  | Categoría                | Premiados                                            | Resultado |
| ---- | ------------------------ | ---------------------------------------------------- | --------- |
| 1985 | Mejor actor de reparto   | Don Ameche                                           | Ganador   |
| 1985 | Mejores efectos visuales | Ken Ralston Ralph McQuarrie Scott Farrar David Berry | Ganadores |